# Rhomboda elbertii
Rhomboda elbertii är en orkidéart som beskrevs av Paul Ormerod. Rhomboda elbertii ingår i släktet Rhomboda och familjen orkidéer.
Artens utbredningsområde är Sulawesi. Inga underarter finns listade i Catalogue of Life.